# Nassarius pullus
Nassarius pullus is een slakkensoort uit de familie Nassariidae. De wetenschappelijke naam werd gepubliceerd in 1758 door Carl Linnaeus.